# 회중교회

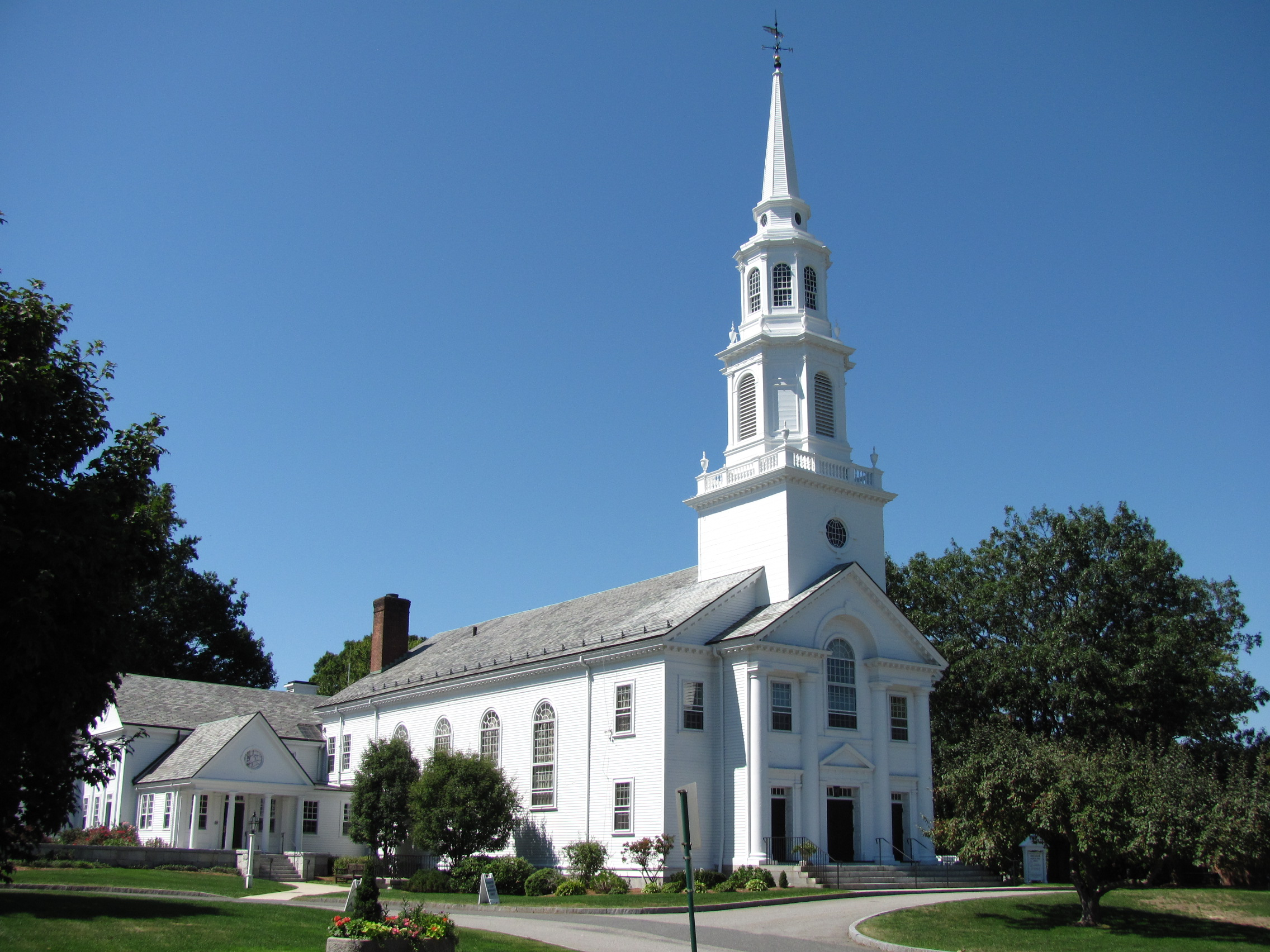
삼위일체 회중교회 (미국 매사추세츠주 콩코드 소재

회중교회(영어: Congregational Church)는 회중정치로 교회를 운영하는 개신교 교회이다. 신학적으로 급진적 개혁주의로 보수적 성향의 교회이다. 조합 교회라고도 한다. 장로교회는 당회의 권한이 강하지만, 회중교회는 전체 회중들의 의견에 따라서 교회의 결정과 정치가 실행된다. 사보이 신앙고백이 대표적인 선언문이며 청교도인 존 오언이 대표적인 인물이다. 회중교회주의 (Congregationalism)은 영국에서 개혁주의 공동체가 설립된 이후 형성되었다.  로버트 브라운의 < 애니를 위해 지체함 없는 개혁에 대한 소고 >가 1582년에 발간된 이후, 청교도 목사였던 존 로빈슨과 뉴잉글랜드의 존 코튼과 존 오웬이 등장하였다.

## 개요

### 생성
미국 회중교회는 영국의 진보적 칼뱅주의자들인 회중교회주의자들이 1620년 May Flower호를 타고 플리머스(Plymouth)에 도착하면서부터 뿌리를 내리기 시작한다. 그들은 스스로를 순례자 (Pilgrim)라고 불렀으며, 이후 1629년 매사추세츠 식민지로 이주한 청교도(Puritan)들과 1648년 케임브리지 신앙선언(en:The Cambridge Platform)을 통하여 신앙고백의 동일성을 확인하고 연합함으로 하여 설립된 개신교 교단이다.

### 연합
미국 회중교회는 이후 미국 그리스도인 교회(the Christian Churches)와 1929년 연합하여 그리스도인 회중의 교회(Congregational Christian Churches)를 설립하기까지 미국 최대 개신교 교단으로 존속 하였으며, 미국의 문화, 사회 그리고 정치의 기초를 만들었고, 이들을 통하여 현재의 미국이 세워지게 되었다.

### 신정체제
이들은 미국을 하나님께서 그들에게 주신 새로운 가나안이라고 믿었으며, 그 믿음에 따라 하나님의 뜻으로 통치되는 새로운 나라를 미국에 만들고자 주력하였다. 그 결과 미국 민주주의라는 정치제도의 기반을 만들게 되었다.

### 교회정치
회중교회는 장로교와 교리적인 면에서는 칼뱅주의로 동일하며, 스코틀랜드의 장로교주의와 달리 주로 영국에서 발전되었고, 이들은 회중중심의 정치로 한 교회당 한명의 목회자만 임직하였다. 장로교의 목회자들은 노회에 속한 각각의 개교회에 대한 감독 또한 가능했으나, 회중교회의 목회자는 담임교회의 교회회원들에게만 권한을 제한시켰다. 장로교회는 주로 신뢰할 만한 적은 수의 회원들을 중심으로 교회운영을 하였지만, 회중교회는 특정한 종교적 체험 즉 회심을 경험한 다수에 의해 운영되었다.    

### 교육
새로운 국가와 사회를 건설하기 위하여 이들은 교육에도 깊은 관심을 두었으며 하버드 대학교(Harvard), 예일 대학교(Yale), 윌리엄스 대학(Williams College)등 미국 내 유수대학들이 이들에 의해 설립 되었다.
이들은 특별히 뉴잉글랜드(New England)지역에서 교회를 확장하였으며 1957년 복음주의 개혁교회(Evangelical and Reformed Church)와 연합하여 오늘의 미국그리스도연합교회를 설립하게 되었다.

## 회중교회주의자
- 존 오언
- 제임스 마시
- 쑨원

## 대한민국의 회중교회
미국 회중교회는 19세기 한국에 선교사를 파송하지 않았으며, 조선의 회중교회는 1886년 일본 조합교회의 조선지역 교단으로 창설되었다. 1904년 러일 전쟁 승리 이후 일본 조합교회는 미국 회중교회와 결별하였다. 일본 조합교회가 1910년 한일 합방 조약 이후 조선을 전도지역으로 선정하고 서울, 평양 등지에 조합교회를 설립하였다. 일본 제국주의의 패망 때까지 조선의 복음화라는 명분 아래 일본의 황국신민화 정책의 앞잡이 역할을 하다가, 1921년 조선 총독부로부터의 예산 지원이 중단되면서 조선 회중교회라는 이름으로 명맥을 유지하였다. 이후 일본 조합교회는 1941년 일본 기독교단에 흡수된후 현재까지 일본 기독교단의 일부로 남아있으며, 1945년 일제의 패망에 따라 조선 회중교회는 감리회와 대한예수교장로회 등 교단에 흡수되거나 해체되었다. 
현재 대한민국에서는 공식적으로 대한제국 시대에서 형성된 회중교회 조직이 존재하지 않는다. 단지 미국 회중교회 전통을 공유하는 환원운동을 하는 그리스도의 교회가 선교하여 설립한 교단이 있다. 

## 같이 보기
- 아르미니우스주의
- 개혁침례교